# Coupe d'Irlande du Nord de football 2009-2010
Navigation
Édition précédente Édition suivante
La Coupe d'Irlande du Nord de football 2009-2010 est la 130e édition de la Coupe d'Irlande du Nord de football organisée par l'Association nord irlandaise de football. La compétition commence le 19 septembre 2009 pour se terminer le 8 mai 2010. Le vainqueur est le Linfield Football Club. Comme celui-ci est aussi le champion d’Irlande du nord, la place qualificative pour la Ligue Europa 2010-2011 échoie à Portadown Football Club, le finaliste.

## Déroulement de la compétition

### Calendrier
- Premier tour le 21 mars 2010
- Deuxième tour le 16 mai 2010
- Troisième tour
- Quatrième tour
- Huitièmes de finale
- Quarts de finale
- Demi-finale
- Finale le 8 mai 2010

## Premier tour
Les matchs se sont joués lors du week-end se terminant le 19 septembre 2009.
| Club recevant            | Score         | Club visiteur          |
| ------------------------ | ------------- | ---------------------- |
| Barn United              | 2-1           | Oxford United          |
| Bryansburn Rangers       | 3-2           | NFC Csch               |
| Comber Recreation FC     | 2-1           | Drumaness Mills FC     |
| Desertmartin             | 0-1           | Hanover FC             |
| Islandmagee FC           | 2-0           | Abbey Villa FC         |
| Kilbride Swifts          | 1-3           | Downpatrick FC         |
| Kilmore Recreation FC    | 2-1           | Ballynahinch United    |
| Lisburn Rangers          | 3-2           | East Belfast           |
| Lower Maze FC            | 2-3           | Oxford United Stars FC |
| Malachians FC            | 3-1           | Ballynure Old Boys FC  |
| Mountjoy United          | 1-2           | Crewe United FC        |
| Newcastle FC             | 4-0           | Ardstraw               |
| Newington Youth Club FC  | 2-0           | Laurelvale FC          |
| Nortel FC                | 6-1           | Bloomfield FC          |
| Rosario Youth Club FC    | 5-0           | Roe Valley             |
| Strabane                 | 5-5 (1-3 tab) | Lurgan Town Boys       |
| Wellington Recreation FC | 8-0           | Downshire Young Men FC |

Les clubs suivants sont qualifies d’office pour le deuxième tour :   1st Bangor Old Boys, Albert Foundry FC, Ards Rangers FC, Ballymacash Rangers FC, Banbridge Rangers FC, Brantwood FC, Broomhedge FC, Crumlin United FC, Dollingstown FC, Draperstown Celtic FC, Dromara Village FC, Dungiven, Dunmurry Recreation FC, Fivemiletown United FC, Grove United FC, Holywood FC, Killyleagh Youth FC, Magherafelt Sky Blues, Mosside, Newbuildings United, Omagh United FC, Raceview, Rathfriland Rangers FC, Richhill FC, Saintfield United FC, Seagoe FC, Shorts FC, Sirocco Works FC, Tandragee Rovers FC, University of Ulster at Jordanstown, Warrenpoint Town FC.

## Deuxième tour
Les matchs se jouent les 24 et 31 août 2009.
| Club recevant            | Score         | Club visiteur                       |
| ------------------------ | ------------- | ----------------------------------- |
| Ards Rangers             | 5-1           | Crumlin United                      |
| Ballymacash Rangers      | 1-0           | Downpatrick                         |
| Banbridge Rangers        | 0-4           | Albert Foundry                      |
| Brantwood                | 4-1           | Tandragee Rovers                    |
| Comber Recreation FC     | 7-1           | Broomhedge                          |
| Dromora Village          | 1-2           | Dollingstown                        |
| Dungiven                 | 2-2 (4-2 tab) | Rathfriland Rangers                 |
| Dunmurry Recreation FC   | 4-2           | Barn United                         |
| Holywood                 | 4-1           | Shorts                              |
| Islandmagee FC           | 6-4           | Crewe United                        |
| Killyleagh Youth Club    | 5-0           | Saintfield United                   |
| Lurgan Town Boys         | 1-5           | Newcastle FC                        |
| Magherafelt Sky Blues    | 3-2           | Newington YC                        |
| Malachians FC            | 3-2           | 1st Bangor Old Boys                 |
| Mosside                  | 5-1           | Richhill                            |
| Nortel FC                | 4-0           | Newbuildings United                 |
| Omagh United             | 3-2           | Kilmore Recreation FC               |
| Oxford United Stars      | 2-0           | Grove United                        |
| Rosario Youth Club FC    | 3-4           | Bryansburn Rangers                  |
| Seagoe                   | 1-5           | Lisburn Rangers                     |
| Warrenpoint Town         | 4-1           | Hanover FC                          |
| Wellington Recreation FC | 5-0           | Sirocco Works                       |
| Draperstown Celtic       | 2-1           | Raceview                            |
| Fivemiletown United      | 3-2           | University of Ulster at Jordanstown |

## Troisième tour
Les matchs se jouent les 21 et 28 novembre 2009.
| Club recevant            | Score   | Club visiteur          |
| ------------------------ | ------- | ---------------------- |
| Comber Recreation FC     | 2-1     | Ballymacash Rangers    |
| Magherafelt Sky Blues    | 1-2     | Holywood               |
| Malachians FC            | 4-1     | Newcastle FC           |
| Omagh United             | forfait | Mosside                |
| Oxford United Stars      | forfait | Albert Foundry         |
| Warrenpoint Town FC      | 0-1     | Dollingstown           |
| Bryansburn Rangers       | 3-1     | Dungiven               |
| Draperstown Celtic       | 1-4     | Ards Rangers           |
| Islandmagee FC           | 6-2     | Dunmurry Recreation FC |
| Killyleagh Youth Club    | 2-3     | Brantwood              |
| Lisburn Rangers          | 1-2     | Nortel FC              |
| Wellington Recreation FC | 4-2     | Fivemiletown United    |

## Quatrième tour
Les matchs se jouent les 12, 15 et 19 décembre 2009. Ils voient l’entrée en lice des clubs de deuxième division nord-irlandaise.
| Club recevant                 | Score         | Club visiteur             |
| ----------------------------- | ------------- | ------------------------- |
| Armagh City                   | 1-1 (1-3 tab) | Loughgall Football Club   |
| Ballimnamallard United        | 9-0           | Chimney Corner            |
| Ballyclare Comrades           | 2-0           | PSNI                      |
| Ballymoney United             | 4-0           | Brantwood                 |
| Banbridge United              | 2-3           | Bangor FC                 |
| Bryansburn Rangers            | 2-2 (5-4 tab) | Oxford United Stars       |
| Carrick Rangers Football Club | 3-1           | Annagh United             |
| Coagh United                  | 2-0           | Holywood                  |
| Dergview                      | 2-3           | Dundela Football Club     |
| Dollingstown                  | 2-3           | Ards Rangers              |
| Donegal Celtic                | 1-0           | Queen's University        |
| HW Welders                    | 2-1           | Wellington Recreation FC  |
| Killymoon Rangers             | 0-0 (2-4 tab) | Nortel FC                 |
| Knockbreda                    | 1-2           | Ards Football Club        |
| Larne Football Club           | 2-0           | Moyola Park Football Club |
| Limavady United               | 1-3           | Malachians FC             |
| Lurgan Celtic                 | 1-2           | Islandmagee FC            |
| Tobermore United              | 2-1           | Comber Recreation FC      |
| Glebe Rangers                 | 1-0           | Wakehurst                 |
| Sport & Leisure Swifts        | 2-3           | Omagh United              |

## Cinquième tour
Les matchs se jouent les 16, 19 janvier 2010. Les matchs d’appuis se déroulent les 19, 20 et 27 janvier 2010. Ils voient l’entrée en lice des clubs de première division division nord-irlandaise.
| Club recevant                 | Score         | Club visiteur                 |
| ----------------------------- | ------------- | ----------------------------- |
| Ballyclare Comrades           | 5-1           | Islandmagee FC                |
| Ballymena United              | 0-0           | Ards FC                       |
| Ballymena United              | 1-0           | Ards FC                       |
| Carrick Rangers Football Club | 1-1           | Portadown FC                  |
| Portadown FC                  | 1-0           | Carrick Rangers Football Club |
| Coagh United                  | 1-0           | Tobermore United              |
| Crusaders FC                  | 5-1           | Bangor FC                     |
| Donegal Celtic                | 0-4           | Linfield FC                   |
| Dundela Football Club         | 0-2           | Coleraine FC                  |
| Dungannon Swifts              | 6-0           | Malachians FC                 |
| Glenavon FC                   | 5-1           | HW Welders                    |
| Glentoran FC                  | 5-0           | Omagh United                  |
| Institute FC                  | 1-1           | Ballymoney United             |
| Ballymoney United             | 0-1           | Institute FC                  |
| Distillery FC                 | 0-2           | Cliftonville FC               |
| Loughgall Football Club       | 3-1           | Ards Rangers                  |
| Nortel FC                     | 2-2           | Bryansburn Rangers            |
| Bryansburn Rangers            | 2-2 (3-5 tab) | Nortel FC                     |
| Glebe Rangers                 | 5-1           | Ballinamallard United         |

## Huitième de finale
Les matchs se jouent les 13 février et 27 mars 2010. Les matchs d’appuis se déroulent le 7 avril 2010.
| Club recevant           | Score | Club visiteur           |
| ----------------------- | ----- | ----------------------- |
| Ballyclare Comrades     | 1-2   | Glentoran FC            |
| Ballymena United        | 5-2   | Ballinamallard United   |
| Coleraine FC            | 6-0   | Nortel FC               |
| Crusaders FC            | 4-0   | Coagh United            |
| Glenavon FC             | 1-2   | Institute FC            |
| Linfield FC             | 4-0   | Dungannon Swifts        |
| Portadown FC            | 2-1   | Cliftonville FC         |
| Loughgall Football Club | 1-1   | Newry City              |
| Newry City              | 2-1   | Loughgall Football Club |

## Quarts de finale
Les matchs se jouent les 6 mars et 10 avril 2010. Les matchs d’appuis se déroulent le 9 mars 2010.
| Club recevant    | Score | Club visiteur    |
| ---------------- | ----- | ---------------- |
| Glenavon FC      | 3-3   | Ballymena United |
| Ballymena United | 2-0   | Glenavon FC      |
| Crusaders FC     | 1-1   | Portadown FC     |
| Portadown FC     | 1-0   | Crusaders FC     |
| Glentoran FC     | 1-3   | Linfield FC      |
| Coleraine FC     | 3-2   | Newry City       |

## Demi-finale
Les matchs se jouent les 10 et 17 avril 2010.
| Club recevant    | Score         | Club visiteur |
| ---------------- | ------------- | ------------- |
| Ballymena United | 1-1 (3-4 tab) | Portadown FC  |
| Linfield FC      | 4-2           | Coleraine FC  |

## Finale
| 8 mai 2010 | Linfield Football Club                | 2-1   | Portadown Football Club | Windsor Park, Belfast     |                           |
|            | Peter Thompson 1re · Philip Lowry 10e | (2-1) | Kevin Braniff 13e       | Arbitrage : Mark Courtney | Arbitrage : Mark Courtney |